# Takagi Daisuke
Daisuke Takagi (高木 大輔 (Cao-Mộc Đại-Phụ) Takagi Daisuke, sinh ngày 14 tháng 10 năm 1995 ở Yokohama) là một cầu thủ bóng đá người Nhật Bản thi đấu cho Renofa Yamaguchi FC.

## Sự nghiệp
Anh là em trai của Yoshiagi và Toshiyuki Takagi, những người đều lớn lên ở hệ thống trẻ của Tokyo Verdy. Takagi được triệu tập lên U-17 Nhật Bản như một trong những tiềm năng sáng giá nhất đất nước. Sau nhiều năm thi đấu ở hạng trẻ, anh ký bản hợp đồng chuyên nghiệp với Tokyo Verdy vào tháng 4 năm 2013.

## Thống kê câu lạc bộ
Cập nhật đến ngày 21 tháng 2 năm 2017.
| Thành tích câu lạc bộ | Thành tích câu lạc bộ | Thành tích câu lạc bộ | Giải vô địch | Giải vô địch | Cúp                   | Cúp                   | Tổng cộng | Tổng cộng |
| Mùa giải              | Câu lạc bộ            | Giải vô địch          | Số trận      | Bàn thắng    | Số trận               | Bàn thắng             | Số trận   | Bàn thắng |
| Nhật Bản              | Nhật Bản              | Nhật Bản              | Giải vô địch | Giải vô địch | Cúp Hoàng đế Nhật Bản | Cúp Hoàng đế Nhật Bản | Tổng cộng | Tổng cộng |
| --------------------- | --------------------- | --------------------- | ------------ | ------------ | --------------------- | --------------------- | --------- | --------- |
| 2013                  | Tokyo Verdy           | J2 League             | 6            | 0            | 0                     | 0                     | 6         | 0         |
| 2014                  | Tokyo Verdy           | J2 League             | 15           | 1            | 0                     | 0                     | 15        | 1         |
| 2015                  | Tokyo Verdy           | J2 League             | 25           | 7            | 2                     | 2                     | 27        | 9         |
| 2016                  | Tokyo Verdy           | J2 League             | 29           | 6            | 2                     | 1                     | 31        | 7         |
| Tổng cộng sự nghiệp   | Tổng cộng sự nghiệp   | Tổng cộng sự nghiệp   | 75           | 14           | 4                     | 3                     | 79        | 17        |